# ماسكيل
ماسكيل (بالعبرية: מַשְׂכִּיל، بالانجليزية: Maskil، وبصيغة الجمع: maskilim)، وبصيغة الجمع هو اسم يعرف به الأفراد والأشخاص الذي انضموا وتأثروا بأفكار حركة هاسكالا، وهي حركة تنوير يهودية أوروبية نشطت بين يهود أوروبا في القرن 18 والقرن 19 الميلاديين، بالتحديد بين عام 1770 حتى عام 1880، والذين سعوا لاندماج اليهود في المجتمعات التي كانت تعيش فيها من الغير اليهود، بحيث يمكن لليهود أن ينهضوا في المجتمع الحديث، قاموا بتأسيس المدارس ونشر الأعمال ذات الأهمية الثقافية، وكان يطلق اسم ماسكيل على رموز حركة الهاسكالا كاسم تشريفي، وهذا يعني عالم أو الرجل المستنير، وهو نفس الاسم الذي استخدمه إسحاق إسرائيل بن يوسف في القرن الرابع عشر الميلادي للإشارة إلى زملائه اليهود الإيطاليين.